# Vouneuil-sous-Biard
Vouneuil-sous-Biard to miejscowość i gmina we Francji, w regionie Nowa Akwitania, w departamencie Vienne.
Według danych na rok 1990 gminę zamieszkiwało 3790 osób, a gęstość zaludnienia wynosiła 146 osób/km² (wśród 1467 gmin regionu Poitou-Charentes Vouneuil-sous-Biard plasuje się na 56. miejscu pod względem liczby ludności, natomiast pod względem powierzchni na miejscu 234.).